# F.C. København siden 2000
Denne artikel indeholder en beskrivelse af forløbet af FC Københavns sæsoner siden årtusindskiftet.

## Sæsonen 2000-01
Sæsonen 00-01 blev startet med en ny cheftræner. Det var den engelske Roy Hodgson, som også blandt andet havde været i Inter, Blackburn og Grasshoppers.
Sæsonen startede ret skidt, selvom FCK startede med at vinde 5-1 over Haderslev. Midt i sæsonen prøvede Roy Hudgson en 4-4-2 som gav pote. FCK rykkede nogle pladser op, og i midten af sæsonen fik FCK også et par spillere til klubben. Ståle Solbakken som kom fra AaB, og Jacob Laursen der kom fra det engelske hold Derby, blev SAS-ligaens store profil.
I starten af foråret lå FCK på en 5. plads, dog kun 3 point fra 1. pladsen. Forårssæsonen bød på 18 kampe uden nederlag, som også blev en af de bedste forårssæsoner i klubbens historie og en ny SAS-liga rekord.
Den næstsidste kamp skulle spilles mod Brøndby, hvor FCK med en sejr kunne sikre sig det danske mesterskab. Sibusiso Zuma, der blev årets spiller, lavede et af de flotteste mål nogensinde i den SAS-ligaen, da han med et flot saksespark fra kanten af feltet scorede til 3-1. Med sejren over Brøndby sikrede FCK sig sit andet mesterskab siden 1993.

## Sæsonen 2001-02
Sæsonen 01-02 startede med en pludselig opsigelse fra cheftræner Roy Hodgson. Han valgte at opsige, fordi han fik et bedre tilbud fra den italienske klub Udinese. Eftersom FCK skulle forbedre sig til Champions League kvalifikationen ansatte man hurtigt den tidlige cheftræner Kent Karlsson. Men allerede i august trak Karlsson sig tilbage pga. personlige årsager. Den 17 september blev Hans Backe ny cheftræner i FCK.
I Champions League skulle FCK møde det georgiske hold Torpedo Kutaisi, hvor de vandt og blev sendt videre til tredje og sidste kvalifikations-runde, hvor man skulle møde det italienske hold Lazio. Første kamp mod favoritten Lazio blev en mindeværdig sejr til FCK, selom Lazios Hernan Crespo scorede til 1-0 kort efter pausen. Men kampen blev afgjort af 2 sene mål til FCK, som sikrede dem en 2-1 sejr. Returkampen blev et lige opgør i en lang del kampen, men på grund af FCK’s 20 minutters koncentrationssvigt, tabte FCK 4-1 til Lazio og gik dermed ikke videre til Champions League, men gik i stedet videre til første kvalifikations-runde i UEFA cuppen. I UEFA cuppen gik FCK videre til tredje runde efter sejre over FK Obilic og Ajax Amsterdam. I tredje runde skulle FCK møde Borussia Dortmund, hvor de tabte på et mål i overtiden.
I den hjemlige liga havde Hans Backe fået rettet lidt op på den skidte sæsonstart, men var stadig 10 point bagefter Brøndby. I vinterpausen fik man hentet Erik Mykland og stortalentet Martin Albrechtsen til klubben. FCK fik igen igen en utrolig forårssæson, hvor man ikke havde tabt en eneste kamp, og havde derfor lagt sig i spidsen. I næstsidste spillerunde skulle man møde 2. pladsen… Brøndby!
I kampen fik FCK hurtigt styret og havde også bragt sig i front lige før pausen. Det lignede en sejr og et mesterskab til FCK, men i sidste minut lykkedes det for Brøndby at udligne.

## Sæsonen 2002-03
Truppen til sæsonen 02-03 var næsten ens med den der var ved at sikre mesterskabet for 2 måneder siden. Man fik da hentet 2 spillere og solgte Christian Poulsen til tyske Schalke 04. Sæsonen startede som den sluttede sidste år, men en skidt september knuste drømmen om europæisk, hvor FCK tabte til svenske Djurgården. I Superligaen fik holdet en skidt sæsonstart, men holdet kom rette spor igen, og gik til vinterpause med en føring på 9 point. Foråret blev ikke så heldigt, idet Albrechtsen og Røll måtte sidde ude med en skade i en længere periode. Man startede med 2 nederlag mod AaB og Viborg, så forspringet skrumpede kraftigt. Igen skulle den næstsidste kamp være mellem FCK og Brøndby. Man vandt på et sent mål af unge Hjalte Nørregaard. I sidste kamp vandt man 4-1 over AGF, og sikrede sig derfor mesterskabet igen.

## Sæsonen 2003-04
FCK blev sat som favoritter sammen Brøndby. Hans Backe havde satset på unge spillere, som Nørregaard, Bech og van Heerden. I Champions League skulle man til Malta, hvor man slog rekord efter en 6-0 sejr. Man vandt også anden runde og gik videre til tredje, hvor man skulle spille mod det skotske storhold Rangers. Det blev igen en skuffelse, efter FCK tabte 3-2 alt i alt over de 2 kampe.
Kampen mod Rangers gav debut til nyindkøbet Alvaro Santos, som var kommet til FCK fra Helsingborg IF.
I pokalsemifinalen mødte FCK OB, hvilket resulterede i en sejr på 7-3 og en plads i finalen, hvor modstanderen var AaB. FCK vandt 1-0, og vandt derved Pokalturneringen.
FCK vandt nogle kampe i træk i SAS-ligaen, og så kunne man erklære, at FCK blev double-vindere i sæsonen 2003-04.

## Sæsonen 2004-05
I starten af 04-05 havde der kun været få indkøb og salg, men et af de få salg var den unge Albrechtsen, som tog til West Bromwich, og man fik dog også skrevet kontrakt med Magne Hoseth og Tobias Linderoth.
FCK startede med 2 uafgjorte kampe, som resulterede i en skidt start på sæsonen. Igen igen tabte FCK i Champions League 3. kvalifikationsrunde. Det var mod slovenske ND Gorica, hvor FCK tabte 5-0 i returkampen. I den hjemlige liga fandt man aldrig formen som i sidste sæson. FCK tabte til bl.a. Brøndby, FC Midtjylland og AGF, og ved vinterpausen var man 16 point bagefter 1. pladsen.
Eksperterne havde forudset en skidt forårssæson, men med 7 sejre i træk begyndte FCK, at hale ind på Brøndby. Man vandt også historiens første Royal League titel. I finalen mødte man svenske Göteborg, hvor man spillede 1-1 i den ordinære tid. I den forlænget spilletid blev der ikke scoret, så de skulle derfor ud i straffe. Det var en ren målfest, men FCK trak det længste strå efter en 12-11 sejr.
Det begyndte igen at lige en tæt kamp om guldet i SAS-ligaen, men med sæsonens anden 5-0 nederlag, som også var FCK’s største SAS-liga nederlag nogensinde, blev der mere eller mindre sat punktum for den sæson.

## Sæsonen 05-06
Sæsonen startede med nogle negative kommentarer fra pressen, efter FCK havde skiftet en hel del ud på holdet i løbet af sommerpausen. Man mistede to spillere til Norge og ligeså til Sverige. Hjalte Nørregaard ville ikke forlænge sin kontrakt, og tog derfor til SC Heerenveen i Holland, og sydafrikanske Zuma valgte at tage til Bielefield.
Efter afgangen af disse spillere, blev der skabt plads til nogle nye. Man købte Jesper Christiansen og Michael Gravgaard fra Viborg og svenske Markus Allbäck fra Rostock, nigerianske Peter Ijeh og norske Andre Bergdølmo.
Satsningen på nye spillere viste sig at være en succes, idet efterårssæsonen kun bød på et enkelt nederlag. I vinterpausen stoppede Hans Backe som cheftræner. Backe blev erstattet af den tidligere FCK-spiller Ståle Solbakken. Det var dog ikke kun træner Hans Backe der stoppede. Angriberen Peter Møller valgte at ligge støvlerne på hylden og blive Tv-vært på Danmarks Radio, mens man solgte forsvaren Bo Svensson til Borussia Mönchengladbach. Tre nye spillere blev indlemmet i truppen: Atiba Hutchinson, Brede Hangeland og ghaneseren Razak Pimpong.
For andet år i træk vandt FCK Royal League, efter man vandt 1-0 over Lillestrøm. I SAS-ligaen havde FCK og Brøndby rystet alle andre hold af sig og lå nu og kæmpede om 1. pladsen. Men i den 4. sidste spillerunde førte FCK med 6 point, og efter 1-0 sejren over Viborg var mesterskabet så godt som hjemme. Selvom FCK tabte de to sidste liga kampe, fik man det 5. mesterskab i klubbens historie.

## Sæsonen 06-07
Klubben fortsatte sin opbygning med indkøb af en række nye spillere, herunder Oscar Wendt, Niclas Jensen, Ailton Almeida og Jesper Grønkjær. Gennem samlet sejr over Ajax Amsterdam kvalificerede klubben sig for første gang til slutspillet i Champions League, hvor det lykkedes at besejre Manchester United og Celtic FC. Trods syv point kom klubben dog ikke videre fra gruppespillet. I vinterpausen spillede FCK Royal League, og kunne vinde den tredje titel ud af tre mulige, men klubben tabte i finalen til ærkerivalerne fra Brøndby IF. FCK blev atter dansk mester, da klubben i maj 2007 besejrede Brøndby på Brøndby Stadion. Klubben nåede Pokalfinalen, men tabte til OB.

## Sæsonen 07-08
Efter syv sæsoner i træk med guld- eller sølvmedaljer opnåede opnåede FCK alene en tredjeplads i superligaen. I Champions League kvalifikationen tabte klubben den afgørende kvalifikationskamp mod S.L. Benfica, og måtte herefter spille UEFA Cup i stedet. Med samlet sejr over franske RC Lens kvalificerede FCK sig til gruppespillet, men et overraskende nederlag mod skotske Aberdeen FC hindrede videre avancement. I pokalturneringen nåede FCK semi-finalerne, hvor klubben dog tabte til Esbjerg.

## Sæsonen 08-09
I sæsonen spillede FCK i UEFA Cuppen, hvor holdet med samlet sejr over bl.a. FC Moskva kvalificerede sig til gruppespillet. Med uafgjort mod Valencia CF og Rosenborg BK og sejr over Club Brugge avancerede FCK til slutspillet, hvor holdet dog blev slået ud af Manchester City. FCK vandt sin fjerde pokaltitel, da klubben i pokalfinalen besejrede Aab, og vandt også det danske mesterskab.

## Sæsonen 09-10
Som følge af en ændret struktur af kvalifikationen til Champions League stod FCK med gode muligheder for at kvalificere sig til gruppespillet i turneringen, men klubben tabte noget overraskende til upåagtede APOEL Nicosia FC. I stedet spillede FCK i den mindre Europa League, hvor holdet gennem sejre over blandt andet Sparta Prag kvalificerede sig til turneringens slutspil, hvor klubben dog tabte samlet til Olympique de Marseille med 6-2. Pokalturneringen bød også på et skuffende nederlag på hele 0-5 til SønderjyskE. I Superligaen vandt FCK dog sit syvende mesterskab på 10 år.

## Sæsonen 10-11
I sommerpausen forstærkede FCK sig med bl.a. Christian Bolaños, Claudemir, Sölvi Ottesen, Martin Bergvold og Kim Christensen. Klubbens mangeårige målmand Jesper Christiansen blev solgt til Elfsborg. I vinterpausen blev der foretaget yderligere forstærkniner da der blev skrevet kontrakt med Johan Absalonsen og Pierre Bengtsson og indgået lejeaftale vedrørende Jos Hooiveld.
I Superligaens efterårssæson opnåede FCK 17 sejre i 19 kampe og spillede to kampe uafgjort, hvorved klubben satte rekord med det højst opnåede antal point i en efterårssæson under den nuværende turneringsstruktur. Klubbens pointhøst fortsatte i forårssæsonen, og klubben slog sin egen rekord fra 2006/07-sæsonen, da FCK allerede i 26. spillerunde med syv runder tilbage sikrede sig danmarksmesterskabet, hvilket er det tidligste en klub er blevet danmarksmester. Klubben opnåede yderligere superligarekorder, da klubben opnåede i alt 81 point for de 33 kampe samt opnåede et forspring på 26 point til rækkens nr. 2, ligesom klubben med 25 sejre ud af 33 mulige slog Brøndby IF's tidligre rekord med 24 sejre. Med kun to nederlag i sæsoen 10-11 blev der også sat rekord på dette punkt. Med 13 hjemmesejre i træk satte klubben også rekord. Klubben opnåede en positiv målscore på +48 mål, hvilket var en tangering af Brøndby IF's rekord fra 08/09.
Det blev dog til et exit i pokalturneringen, da et reservespækket hold tabte til AC Horsens i 1/8-delfinalen.
I Champions Leauge skulle man ud i endnu en kvalifikationsrunde. Denne gang var det meget vigtigt for FCK-spillerne at vaske den store skuffelse mod APOEL af fra forrige år, hvor man smed en 1-0 føring i udekampen på Cypern. Første opgave var at komme forbi BATE Borisov. Første kamp i Hviderusland var chancefattig og endte derfor (0-0). Returkampen i PARKEN skulle vise sig meget mere målrig. Allerede efter 26. minutter var københavnerne foran 2-0, en føring der dog ikke holdt mere end til lige før pausen hvor BATE Borisov fik udlignet til 2-2 i det 44. minut. Dame N'Doye afgjorde dog kampen efter pausen med sin scoring til 3-2. F.C. København var dermed videre til den afgørende Play-off runde i UEFA Champions League sæsonen 2010/2011. Her mødte man de nordiske rivaler fra Rosenborg BK. Disse opgør skulle vise sig meget tætte. I det første opgør i Norge virkede københavnerne en anelse nervøse. Dette resulterede i at Rosenborg BK var foran 2-0 efter 57 minutter. Vejen til det forjættede land virkede nu meget lang og besværlig. Men Jesper Grønkjær's reducering til 1-2 skulle vise sig at være livsvigtig for FCK. I returkampen 8 dage senere den. 25. august i PARKEN skulle pladsen til Champions League's gruppespil uddeles. FCK kom blæsende fra start og havde et hav af chancer for at afgøre kampen. Paradoksalt nok kom FCK’s føring til 1-0 efter et langt indkast af Claudemir Domingues de Souza  i det 33. minut. Sölvi Ottesen fik hovedet på det lange indkast og afgjorde kampen til F.C. København's fordel. Dermed var FCK i Champions League gruppespillet for blot anden gang siden klubbens stiftelse i 1992.
Senere blev det ved en lodtrækning afgjort at F.C. København kom i Gruppe D med: FC Barcelona, Rubin Kazan og Panathinaikos FC. Første kamp stod mod Rubin Kazan i PARKEN. Den vandt F.C. København knebent 1-0 efter af Dame N'Doye scorede med hovedet efter et frispark i det 87. minut. Næste opgave var i Grækenland mod Panathinaikos FC. Det skulle i denne kamp vise sig hvor mange mangler grækerne i virkeligheden havde. Dame N'Doye og Martin Vingaard scorede begge efter henholdsvis 28 og 37 minutter og sikrede F.C. København en lidt overraskende sikker 2-0 sejr over Panathinaikos FC. Dette betød imidlertid at F.C. København havde 6 point efter 2 kampe og sensationelt lå nummer 1 i gruppen foran FC Barcelona med 4 point efter 2 kampe. De to næste kampe stod F.C. København overfor den ultimative prøve, nemlig at bide skeer med FC Barcelona. Den første kamp blev spillet på legendariske Camp Nou. I de første 20 minutter halsede FCK-spillerne lidt efter, men de vænnende sig dog mere til FC Barcelona's høje tempo i de resterende minutter. F.C. København kunne dog ikke forhindre Lionel Messi at score et brag af et mål efter 19 minutter. Dame N'Doye var dog imidlertid få centimeter fra at lave sensationen da han ramte underkanten af FC Barcelona's overlægger, hvorefter César Santin headede forbi et tomt FC Barcelona mål. I stedet for sensationen, afgjorde Lionel Messi kampen med sin scoring til 2-0 i overtiden. F.C. København måtte dermed se sig overhalet af FC Barcelona i Gruppe D. 2 uger senere (2. november 2010) skulle F.C. København igen vise deres værd. Denne gang i et fyldt PARKEN, med 37.049 fremmødte tilskuere, mod gruppens nummer 1 FC Barcelona. F.C. København var meget bedre med i denne kamp end i den for 2 uger siden. Trods dette kom FC Barcelona foran 1-0 ved Lionel Messi efter 31 minutter. F.C. København viste dog stor moral og kom tilbage i kampen minuttet efter. Jesper Grønkjær løb fra Eric Abidal i FC Barcelona forsvaret, han lagde den ind over, hvorefter Víctor Valdés kun halvklarede. Bolden hoppede ud til en klar Claudemir Domingues de Souza , der hamrede bolden i det nederste venstre hjørne af FC Barcelona's mål til udligningen 1-1. F.C. København havde rent faktisk chancer for at vinde kampen, men den forblev 1-1 mellem F.C. København og FC Barcelona. Hvilket må siges at være et af de største resultater F.C. København har opnået i dets hidtidige 18-årige historie. 3 uger senere var F.C. København på den igen. De skulle møde Rubin Kazan i det fjerne og kolde Kazan i Rusland. Kampen blev ligesom den forrige kamp i PARKEN meget chanceløs og målfattig. Det skulle efter 45 minutter vise sig at være en meget dum fejl, der afgjorde kampen. Rubin Kazan fik et frispark lige på kanten af feltet, som blev slået tæt ind under mål. Da den nærmede sig FCK målet kom Jesper Grønkjær uheldigvis til at røre bolden med hånden inde i feltet, hvilket resulterede i et straffespark til Rubin Kazan. Christian Noboa udnyttede muligheden og bragte Rubin Kazan ufortjent foran 1-0. I anden halvleg var det klart FCK, der sad på spillet og både Dame N'Doye og unge Kenneth Zohore på 16 år, havde chancer for at udligne til 1-1. Uafgjort blev det imidlertid aldrig og Rubin Kazan vandt derfor 1-0. Der var derfor meget stor spænding inden FCK’s sidste kamp mod Panathinaikos FC i PARKEN. Mange års drømme skulle nu gøres til virkelighed – et dansk hold i Champions League 1/8 – finalen. FCK’s skæbne skulle afgøres 7. december 2010 klokken 20:45. F.C. København virkede fra start tændte og Dame N'Doye var da også meget tæt på at gøre det til 1-0 efter meget kort tid. Det skulle dog vise sig ikke at være Dame N'Doye's dag. I stedet tog Martin Vingaard sagerne i egen hånd og scorede til 1-0 på et langskud efter bare 26 minutter. Der var nu lagt op til en stor FCK-aften. Anden FCK scoring kom dog ”først” efter 50 minutter, hvor Jesper Grønkjær fik tilkendt et straffespark af dommeren. Den udnyttede han og så stod der 2-0. Efter 73 minutter brød den helt store jubel ud i PARKEN. FCK fik et hjørnespark, som blev lagt tæt og præcist ind over. Det viste sig dog at det ikke var en FCK-spiller der snittede den, men Djibril Cissé  der lavede selvmål og scorede til 3-0 for københavnerne. Derfor betød det heller ikke det store at Cédric Kanté reducerede til 3-1 i overtiden. F.C. København skrev denne dag danskfodbold historie, da de blev det første danske hold til at gå videre fra gruppespillet i UEFA Champions League nogensinde, hvor FCK dog tabte over to kampe i 1/8 – finalen mod FC Chelsea.